# Pandémie de Covid-19 à Antigua-et-Barbuda
La pandémie de Covid-19 à Antigua-et-Barbuda démarre officiellement le 13 mars 2020. À la date du 24 octobre 2022, le bilan est de 146 morts.

## Contexte
Le 12 janvier 2020, l'Organisation mondiale de la santé (OMS) a confirmé qu'un nouveau coronavirus était la cause d'une maladie respiratoire chez un groupe de personnes dans la ville de Wuhan, dans la province du Hubei, en Chine, qui a été signalée à l'OMS le 31 décembre 2019,.
Le taux de létalité au Covid-19 a été beaucoup plus faible que le SRAS de 2003, mais la transmission a été significativement plus élevée, avec un nombre total de décès important.

## Chronologie
Le 13 mars 2020, le Premier ministre Gaston Browne a annoncé le premier cas confirmé de Covid-19 à Antigua-et-Barbuda.
Browne a déclaré que le patient avait commencé à présenter des symptômes le 11 mars. La femme a visité un hôpital privé où des responsables médicaux ont prélevé des échantillons qui ont été envoyés au laboratoire de l'Agence de santé publique des Caraïbes (en) (CARPHA) à Trinidad pour des tests. Browne a assuré qu'« aucune pierre ne restera non retournée » car il a noté que les responsables de la santé traquaient toute personne qu'elle aurait rencontrée. Il a révélé que la seule installation de quarantaine d'Antigua sera opérationnelle la semaine prochaine et que l'équipement d'essai arrivera peu de temps après. Le Premier ministre a appelé les citoyens à prendre des mesures de précaution telles que se laver les mains, éviter les contacts physiques étroits et éviter les grands groupes. « Nous ne devons jamais paniquer, mais nous devons travailler collectivement avec confiance et foi. Je reste confiant qu'avec nos efforts collectifs et avec l'aide de Dieu, nous surmonterons les défis de Covid-19 et cela passera aussi. » Browne a également informé les citoyens qu'un autre cas suspect de Covid-19 était négatif.
Le 27 octobre 2021, le palier des morts est franchis.

## Statistiques

Nombre de cas à Antigua-et-Barbuda depuis le début de l'épidémie.

Nombre de morts à Antigua-et-Barbuda depuis le début de l'épidémie.